# Campeonato Africano Sub-17 de 2009
El Campeonato Africano Sub-17 de 2009 se llevó a cabo en Argel, Argelia del 19 de marzo al 2 de abril y contó con la participación de 8 selecciones infantiles de África provenientes de una fase eliminatoria.
Gambia venció en la final al anfitrión Argelia para ser campeón por segunda ocasión.

## Participantes
| - Argelia (anfitrión) - Burkina Faso - Camerún - Gambia | - Guinea - Malaui - Níger - Zimbabue |

## Fase de grupos
| Color                                                  |
| ------------------------------------------------------ |
| Avanza a las Semifinales y Clasifica al Mundial Sub-17 |

### Grupo A
| País    | J | G | E | P | GF | GC | GD | PTS |
| ------- | - | - | - | - | -- | -- | -- | --- |
| Gambia  | 3 | 3 | 0 | 0 | 5  | 0  | +5 | 9   |
| Argelia | 3 | 2 | 0 | 1 | 2  | 2  | 0  | 6   |
| Guinea  | 3 | 0 | 1 | 2 | 0  | 2  | -2 | 1   |
| Camerún | 3 | 0 | 1 | 2 | 0  | 3  | -3 | 1   |

| 19 de marzo de 2009 | Gambia     | 1 – 0   | Guinea | Stade Zéralda, Algiers          |                                 |
|                     | Bojang 52' | Reporte |        | Árbitro(s): Martins De Carvalho | Árbitro(s): Martins De Carvalho |

| 19 de marzo de 2009 | Argelia        | 1 – 0   | Camerún | Stade Zéralda, Algiers     |                            |
|                     | Bendahmane 20' | Reporte |         | Árbitro(s): Joseph Lamptey | Árbitro(s): Joseph Lamptey |

| 22 de marzo de 2009 | Camerún | 0 – 2   | Gambia                 | Stade Zéralda, Algiers         |                                |
|                     |         | Reporte | Dawda 20' · Alsana 75' | Árbitro(s): Abdellah El Achiri | Árbitro(s): Abdellah El Achiri |

| 22 de marzo de 2009 | Guinea | 0 – 1   | Argelia        | Stade Zéralda, Algiers             |                                    |
|                     |        | Reporte | Bendahmane 15' | Árbitro(s): Fredrick Kayindi-Ngobi | Árbitro(s): Fredrick Kayindi-Ngobi |

| 25 de marzo de 2009 | Argelia | 0 – 2 | Gambia                 | Stade Zéralda, Algiers      |                             |
|                     |         |       | Nyang 28' · Bojang 90' | Árbitro(s): Ousmane Karembe | Árbitro(s): Ousmane Karembe |

| 25 de marzo de 2009 | Camerún | 0 – 0 | Guinea | Stade Dar El Beïda, Algiers |  |
|                     |         |       |        | Árbitro(s): Slim Jedidi     |  |

### Grupo B
| País         | J | G | E | P | GF | GC | GD  | PTS |
| ------------ | - | - | - | - | -- | -- | --- | --- |
| Burkina Faso | 3 | 3 | 0 | 0 | 8  | 0  | +8  | 9   |
| Níger        | 3 | 2 | 0 | 1 | 3  | 1  | +2  | 6   |
| Malaui       | 3 | 1 | 0 | 2 | 5  | 4  | +1  | 3   |
| Zimbabue     | 3 | 0 | 0 | 3 | 0  | 11 | -11 | 0   |

Al finalizar la fase de grupos, Níger fue descalificado por alinear jugadores mayores de 17 años, por lo que Malaui clasificó al Mundial Sub-17.
| 20 de marzo de 2009 | Burkina Faso                                            | 5 – 0   | Zimbabue | Stade Dar El Beïda, Algiers |                            |
|                     | Ouiya 6', 33', 60' · Konseiga 28' · Kabre Wendkouni 81' | Reporte |          | Árbitro(s): Ali Lemghaifry  | Árbitro(s): Ali Lemghaifry |

| 20 de marzo de 2009 | Níger                   | 2 – 1   | Malaui      | Stade Dar El Beïda, Algiers |                             |
|                     | Ousmane 4' · Sidibe 80' | Reporte | Milanzi 65' | Árbitro(s): Ousmane Karembe | Árbitro(s): Ousmane Karembe |

| 23 de marzo de 2009 | Zimbabue | 0 – 1   | Níger       | Stade Dar El Beïda, Algiers     |                                 |
|                     |          | Reporte | Ousmane 47' | Árbitro(s): Martins De Carvalho | Árbitro(s): Martins De Carvalho |

| 23 de marzo de 2009 | Malaui | 0 – 2   | Burkina Faso       | Stade Dar El Beïda, Algiers |                            |
|                     |        | Reporte | Zoungrana 55', 85' | Árbitro(s): Ali Lemghaifry  | Árbitro(s): Ali Lemghaifry |

| 26 de marzo de 2009 | Burkina Faso | 1 – 0 | Níger | Stade Zéralda, Algiers         |                                |
|                     | Adama 87'    |       |       | Árbitro(s): Abdellah El Achiri | Árbitro(s): Abdellah El Achiri |

| 26 de marzo de 2009 | Zimbabue | 0 – 5 | Malaui                                                            | Stade Dar El Beïda, Algiers   |                               |
|                     |          |       | Simukonda 53' · Milanzi 80' · Robin Ngalande 82', 90' · Phiri 86' | Árbitro(s): Abdesslam Khelifi | Árbitro(s): Abdesslam Khelifi |

## Fase final

### Semifinales
| 29 de marzo de 2009 | Gambia                                           | 4 – 0 | Malaui | Stade Zéralda, Algiers     |                            |
|                     | Nyang 2' · Camara 18' · Bojang 53' · Gassama 79' |       |        | Árbitro(s): Joseph Lamptey | Árbitro(s): Joseph Lamptey |

| 29 de marzo de 2009 | Burkina Faso | 0 – 1 | Argelia        | Stade Dar El Beïda, Algiers     |                                 |
|                     |              |       | Bendahmane 40' | Árbitro(s): Martins De Carvalho | Árbitro(s): Martins De Carvalho |

### Tercer lugar
| 1 de abril de 2009 | Malaui           | 2 – 3 | Burkina Faso                  | Stade Zéralda, Algiers  |                         |
|                    | Milanzi 38', 55' |       | Ouiya 46' · Alassane 69', 78' | Árbitro(s): Slim Jedidi | Árbitro(s): Slim Jedidi |

### Final
| 2 de abril de 2009 | Gambia                      | 3 – 1 | Argelia        | Stade Dar El Beïda, Algiers |                            |
|                    | Bojang 7', 85' · Camara 22' |       | Bendahmane 41' | Árbitro(s): Osmane Karembe  | Árbitro(s): Osmane Karembe |

## Campeón
| Campeonato Africano Sub-17 2009 |
| ------------------------------- |
| Bandera de Gambia               |
| Gambia 2º Título                |

## Clasificados al Mundial Sub-17
| - Gambia - Argelia | - Burkina Faso - Malaui | - Nigeria (anfitrión) |